# Episodi di Mina Settembre (seconda stagione)
La seconda stagione della serie televisiva Mina Settembre, composta da 12 episodi, viene trasmessa in prima visione su Rai 1 dal 2 ottobre al 6 novembre 2022, con due episodi alla volta per sei prime serate. I primi due episodi sono stati pubblicati in anteprima su RaiPlay il 30 settembre.
| nº | Titolo                  | Prima TV        |
| -- | ----------------------- | --------------- |
| 1  | Una seconda possibilità | 2 ottobre 2022  |
| 2  | Non va tutto bene       | 2 ottobre 2022  |
| 3  | Le signorine Esposito   | 9 ottobre 2022  |
| 4  | Wonderwomen             | 9 ottobre 2022  |
| 5  | Cosa resta di noi       | 16 ottobre 2022 |
| 6  | Sorprese                | 16 ottobre 2022 |
| 7  | Angioletta              | 23 ottobre 2022 |
| 8  | Il genio                | 23 ottobre 2022 |
| 9  | Non si scappa           | 30 ottobre 2022 |
| 10 | La Sibilla Cumana       | 30 ottobre 2022 |
| 11 | With a little help...   | 6 novembre 2022 |
| 12 | Andare a vedere         | 6 novembre 2022 |

## Una seconda possibilità
Mina e Gianluca si sono presi una vacanza a Procida qualche mese dopo la scoperta che ha cambiato per sempre le loro vite: hanno scoperto, infatti, di essere fratellastri in quanto Irene, amica di Mina, ha concepito Gianluca con suo padre Vittorio, di cui era l'amante. L'idillio viene però interrotto dalla notizia di un attentato che coinvolge Claudio. I colpevoli vengono subito arrestati: si tratta di due rapinatori la cui indagine fu seguita proprio da Claudio, che appena usciti di prigione hanno tentato di vendicarsi. Mina torna subito a Napoli ed il vederlo in ospedale, anche se illeso, le fa un effetto tale da spingerla a pensare che forse il loro rapporto merita una seconda possibilità. In più, sua madre Olga, diventata nel frattempo buona amica del generale Gagliardi, parte per una crociera intorno al mondo: la casa è quindi vuota ed è pronta ad ospitare Claudio il cui appartamento in via Chiaia è andato distrutto. Tutto .. sembra remare in quella direzione, ma, appena Mina sente di avere preso la decisione giusta, un'inaspettata proposta di lavoro cambia la sua prospettiva: Rosaria ha deciso che saranno lei e Domenico, che ora lavora in una clinica privata, ad occuparsi di un corso di educazione sentimentale e sessuale per i ragazzi delle scuole medie. Il nuovo ginecologo del consultorio è Ermanno, l'ex marito di Rosaria, con la quale, recentemente, tornato insieme.
Nel frattempo, Mina riceve una richiesta da Maria. Tempo prima lei era sposata con Giovanni, un pugile dilettante dal quale ebbe Gabriele; purtroppo il figlio, durante una distrazione del padre, morì ancora bambino venendo investito da una moto. Allora Maria diede la colpa al marito e gli ordinò di andarsene di casa; Giovanni, pieno di rabbia, rintracciò Enzo, il pirata della strada, e lo uccise, scontando 18 anni di carcere per omicidio a Poggioreale. Oggi Giovanni uscirà dal carcere e Maria, benché abbia trovato un nuovo compagno ed abbia avuto altri figli, è comunque preoccupata per lui dato che l'ex marito è rimasto senza genitori, entrambi deceduti, e senza amici. Giovanni dice a Mina di voler restare in casa, ma lei lo segue e lo vede fermarsi sotto un appartamento alla Pignasecca, andandosene poco dopo. Grazie all'aiuto di Claudio, ha accesso agli atti del processo e scopre che con tutta probabilità Giovanni intende vendicarsi anche contro Ciro, l'altro uomo che era sul motorino (di cui Maria non sapeva nulla perché nemmeno seguì il processo pur di rimuovere il dolore), il quale aveva confessato che lui ed Enzo erano imbottiti di cocaina e che era stato lui ad incitare l'amico a provare la moto che lui stesso aveva truccato; avendo inoltre avuto un ottimo avvocato, non si è fatto neppure un giorno di carcere. Mina e Rudi impediscono per il momento a Giovanni, che intanto ha trovato un posto di lavoro presso un cantiere, di rovinarsi nuovamente la vita. Mina torna da Maria, ed osservando meglio suo figlio maggiore Cristiano capisce che in realtà è figlio di Giovanni: Maria ammette che quando Gabriele morì non sapeva di aspettare un altro figlio, ma il suo nuovo compagno accettò di allevarlo come se fosse un figlio suo. Mina sprona Maria a dire la verità a Giovanni per dargli una ragione per andare avanti dicendole che tutti meritano una seconda possibilità e che la seconda possibilità di Giovanni dipende da lei. Inizialmente dubbiosa anche perché preoccupata di come potrebbe prenderla Cristiano, alla fine Maria decide di rivelare la verità a Giovanni; in seguito gli fa conoscere Cristiano (che non sa ancora di esserne il figlio) per fargli trovare un posto di lavoro al cantiere, e gli presenta anche il neonato Francesco, figlio di Cristiano, quindi Giovanni scopre anche di essere nonno. L'uomo ringrazia l'ex moglie per avergli ridato la vita.
- Altri interpreti: Francesco Procopio (Ermanno Jovine), Elvira Zingone (Maria), Margaux Billard (Juliette), Luca Saccoia (Giovanni Capasso), Davide Scafa (Cristiano Volla), Antonio Saccoia (Gabriele Capasso), Elettra Rambaldi (Sophie).
- Ascolti: telespettatori 5 237 000 – share 27,7%[3].

## Non va tutto bene
Mina, insieme a Domenico, inizia a tenere le lezioni di educazione sentimentale e sessuale presso una scuola media. Presto si interessa al caso di Valeria, una ragazza di 13 anni in sovrappeso che, per sopperire alla propria insicurezza, ha assunto costumi disinibiti e troppo trasgressivi per una giovane come lei che alla sua età ha già avuto rapporti sessuali con diversi ragazzi. Valeria è convinta che soltanto in questo modo i ragazzi potranno interessarsi a lei e racconta a Mina di essersi sentita desiderata per la prima volta quando un ragazzo con cui si scambiava messaggi le ha chiesto di spogliarsi davanti alla telecamera dicendole che era bellissima nonostante lei soffrisse per il suo peso. Domenico viene a sapere che la famiglia di Valeria è composta da marittimi impegnati in una navigazione a lungo raggio che durerà almeno altri tre mesi; attualmente la ragazza vive con la nonna, che però è molto anziana e molto semplice. Neanche Patrizia, una donna che Mina e Rosaria aiutarono ad uscire dalla prostituzione e che ora fa l'istruttrice di fitness a Scampia, riesce a smuovere Valeria: le racconta che andava con chiunque le mostrasse un briciolo di attenzione e che ha finito perfino per prostituirsi quando il ragazzo di cui era innamorata le ha detto che era brava e avrebbe fatto meglio a farsi pagare, e lo fece perché non si sentiva brava a fare altro; col tempo però si rese conto che più piaceva agli uomini meno piaceva a sé stessa ed è stato grazie a Mina ed a Rosaria se ha capito che la cosa più importante è piacere a se stessi. Un giorno, Mina e Domenico scoprono da uno studente che Valeria ha accettato di avere un rapporto a tre con altri due compagni di scuola, tra i quali Lorenzo, il ragazzo di cui è da sempre innamorata, nel magazzino di mobili dello zio di quest'ultimo; lei non sa però che un terzo ragazzo si è nascosto dietro gli scatoloni per riprendere tutto con il telefonino e diffondere il video su Internet. Fortunatamente Mina e Domenico arrivano in tempo ed impediscono che il fatto avvenga. Valeria è scioccata e più tardi confessa a Mina che aveva ragione Patrizia: si era comportata in quel modo soltanto per piacere a Lorenzo, che fino ad allora non l'aveva mai considerata. Mina aiuta Valeria a ripartire dalle cose semplici, quelle adatte a una ragazza della sua età; Valeria dichiara che per almeno un paio di anni non vorrà più saperne di ragazzi.
Nel frattempo Mina ed Irene non si parlano quasi più, data la situazione. Situazione che però Claudio cerca di sistemare invitando a cena Irene, Paolo, Titti e Giordano. È proprio durante la serata che zia Rosa, sorella di Olga, fa il suo inaspettato ingresso con una gaffe memorabile che impatta notevolmente sul rapporto tra Titti e Giordano, ipotizzando, azzeccandoci, che Titti sia incinta; il problema è che Titti ha avuto un rapporto anche con il suo ex fidanzato Max e non è sicura che il figlio che aspetta sia di Giordano (cosa di cui ha parlato solo ad Irene ed a Mina). Rosa, parlando con la nipote, crede che il legame tra Irene e Paolo si sia logorato e stia per succedere qualcosa; in effetti, Paolo rivela a Irene di volersene andare per vivere da solo in un altro appartamento, dato che ormai da troppo tempo non hanno più niente da condividere. Mina avverte un'urgente necessità di schiarirsi le idee e così decide di rivolgersi ad una psicoterapeuta, Giulia.
- Altri interpreti: Francesco Procopio (Ermanno Jovine), Daria D'Antonio (Concetta Ammaturo), Anna Lucia Pierro (Mina a 13 anni), Flora Gigliosetto (Valeria Spagnamusso), Maria Laurora (preside della scuola media), Gabriele Carlo D'Aquino (Lorenzo), Debora Ostieri (Patrizia Romagnuolo), Veronica Venturi (Irene a 16 anni), Francesco Medugno,(Cammarota), Francesco Fariello (terzo ragazzo).
- Ascolti: telespettatori 4 774 000 – share 29,5%[3].

## Le signorine Esposito
Claudio porta Mina a Piazza del Gesù Nuovo dove vivono quelle che per lui sono state delle specie di zie putative, le signorine Esposito, cinque sorelle sull'ottantina alle prese con un bizzarro problema: Annarella, la minore di loro, è stata chiusa in camera da letto perché ha conosciuto su internet un uomo con cui vorrebbe incontrarsi. Le sorelle sono state abituate a rimanere recluse in casa fin da bambine a causa della fortissima possessività di loro padre Don Pasquale, il quale temeva che potesse capitare loro del male, al punto da far costruire una cappella privata pur di non farle andare nemmeno in chiesa; Claudio le conobbe quando a 11 anni si trasferì da Milano, dopo la morte di Don Pasquale. Annarella spiega a Claudio e Mina che l'uomo in questione, Armando, sarebbe figlio di un figlio illegittimo di loro padre, il quale le ha scritto di avere le prove e che loro sono le uniche parenti che ha. I due sospettano che si tratti di una truffa, e ottengono il consenso dato a malincuore delle altre quattro sorelle per accompagnare Annarella all'incontro fissato con Armando per il giorno dopo. Armando, che risulta totalmente incensurato, riesce a convincere Annarella delle sue intenzioni e invita tutte e cinque le sorelle a pranzare a Capodimonte. Mina è ancora piuttosto dubbiosa, e dopo aver esaminato il profilo social di Annarella, che ingenuamente ha scritto e fotografato molti momenti privati, capisce che Armando l'ha studiato attentamente per risultare credibile durante la chiacchierata. Il mattino seguente Mina vede le sorelle Esposito salire in macchina con Armando e quest'ultimo fare un cenno a due uomini i quali, non appena l'auto si allontana, si introducono nella residenza per svaligiarla. Dopo averli seguiti, Mina fa chiamare a Claudio una volante e l'inganno viene sventato in tempo con l'arresto di Armando e dei suoi complici. Annarella si sente una sciocca per essersi lasciata ingannare, ma viene consolata da Mina e Claudio, che le regala un corso per diventare più esperta di internet e dei pericoli che può nascondere.
Questa avventura unisce Mina e Claudio, soprattutto quando lei scopre che lui ha rimesso a nuovo la barca di suo padre. Quel gesto così romantico la scioglie e forse anche per questo motivo accetta di andare in soccorso di Irene, abbattuta perché Gianluca ha scelto di trasferirsi da Paolo. Titti confessa a Giordano di aver fatto sesso con Max e lui, dopo averci pensato a lungo, dichiara di voler crescere il bambino che aspetta insieme, indipendentemente da chi è il padre, purché Max non sappia nulla di questa faccenda e sparisca per sempre dalle loro vite, poi le chiede di sposarlo. Intanto Domenico e Giulia, che lavorano nella stessa clinica privata, iniziano ad approfondire la loro conoscenza.
- Altri interpreti: Gea Martire (Annarella Esposito), Maria Basile (Antonietta Esposito), Camilla Scala (Maria Esposito), Anna Cerchia (Clelia Esposito), Lidia Scarpelli (Elena Esposito), Andrea De Goyzueta (Armando Fusco), Graziano Grammatico (scassinatore), Ciro De Vivo (scassinatore).
- Ascolti: telespettatori 4 769 000 – share 24,9%[4].

## Wonderwomen
Mina segue il caso di tre operaie di una fabbrica di abbigliamento, Dora, Alessia e Cristina, che, dopo il licenziamento, hanno iniziato a lavorare abusivamente in proprio. Mina riferisce la sua scoperta a padre Luciano, che però teme ancora che la vicenda abbia a che fare con la prostituzione, specie perché ha saputo da un chierichetto amico di Ciro, il figlio di Dora, che di notte il bambino non dorme mai a casa; una volta qualcuno ha anche visto madre e figlio rientrare in casa all'alba. Una notte Mina, Irene e Titti seguono in auto le tre operaie, che hanno portato con sé i loro rispettivi figli: il punto d'arrivo è una fabbrica abbandonata, una piccola succursale della Filotesex. Una volta scoperte, Dora, Alessia e Cristina spiegano che lavorano lì da sei mesi: tempo fa era il loro abituale luogo di lavoro, ma poi iniziarono i licenziamenti fino alla chiusura della succursale, nella quale però rimasero tutti i macchinari e gli elementi necessari per lavorare, come se non fosse successo niente; mancavano solo loro, a cui quegli oggetti servivano davvero e che ogni tanto tornavano a vedere la succursale, così decisero di passare attraverso una porta sul retro, poi trovarono un mazzo di chiavi della direzione, e da allora lavorano lì di notte. Il gruppo viene interrotto dall'arrivo di due uomini della security che hanno trovato la macchina di Irene lasciata in mezzo alla strada. Claudio riesce a sbloccare la situazione per Mina, Irene e Titti, mentre Dora, Alessia e Cristina ricevono una denuncia penale. Grazie a Irene, riescono a trovare una strada extragiudiziale e parlare direttamente con l'azienda, che ha sporto denuncia e il cui legale è Luigi Abbamondi, che ha un debole per Irene. Quest'ultima scopre che il proprietario della Filosetex ha un contenzioso aperto in uno stabilimento in Brianza per ingiusto licenziamento, e che lo stesso sta per accadere con loro. L'azienda ritira la denuncia, e padre Luciano offre alle tre operaie una collocazione in una delle cooperative con cui collabora.
Intanto Mina, dopo che Claudio le ha detto di desiderare un figlio da lei, inizia ad avere qualche dubbio sul loro legame. Al contrario, Domenico e Giulia si mostrano sempre più affiatati. Abbamondi sapeva che il contenzioso in Brianza era già stato concluso, quindi come favore chiede a Irene di andare a cena insieme, ma riceve un due di picche. Mina, Claudio e Rosa escono per cenare in un ristorante; poco dopo in casa loro si introduce Nunzia, l'ex badante di Olga.
- Altri interpreti: Francesco Procopio (Ermanno Jovine), Valentina Curatoli (Dora Caputo), Ferdinando Terrinoni (cliente di Dora), Antonello Cossia (Padre Luciano), Annalisa Direttore (Alessia), Lucia Rocco (Cristina), Francesco Verde (uomo della security), Gennaro Filippone (Ciro, figlio di Dora), Santiago Micera (figlio di Alessia), Beatrice Sorice (figlia di Cristina).
- Ascolt': telespettatori 4 532 000 – share 27,9%[4].

## Cosa resta di noi
Una catena di eventi spinge Mina a tornare a Procida, nel bed and breakfast dove ha soggiornato insieme a Gianluca, che la accompagna: la ragione è uno strano ospite, Piero, che rinnova giornalmente la permanenza nella struttura. Da qualche tempo l'uomo si è separato in maniera burrascosa dalla moglie Margaret, che dopo aver trovato lavoro a Monaco di Baviera, sua terra d'origine, vuole portare con sé loro figlio Sebastian come concessole dal giudice: Piero, che già prima poteva vedere il figlio appena una volta ogni due settimane, ora ha paura che così non avrà più alcuna occasione di vederlo, perciò ha deciso di prendere il figlio e nascondersi dall'ex, che lo ha quindi denunciato per sottrazione di minorenne. Mina decide di aiutarlo a trovare un accordo con Margaret, soprattutto per evitare che Sebastian subisca un trauma e sia costretto ad assistere all'arresto del padre, e, quando viene avvisata telefonicamente da Juliette, la proprietaria della pensione, del fatto che Piero vuole scappare di nuovo perché l'ex ha scoperto dove si trova, torna subito a Procida insieme a Irene. Margaret dice a Mina che dopo essersi sposata capì che Piero, che come lei studiava architettura, non voleva che lavorasse affinché stesse a tempo pieno col figlio, e che lui è stato licenziato dal cantiere perché era sempre in ritardo, svogliato e litigava con i clienti, e anche quando dovette arrangiarsi con lavori più umili voleva impedirle di lavorare: fu allora che Margaret decise di prendere misure drastiche per il bene del figlio e pensò di tornare a Monaco, dove ha la famiglia pronta ad accoglierla e una prospettiva lavorativa sicura. Sebastian, che aveva chiamato la madre col cellulare del padre, vede i genitori litigare e, approfittando di una distrazione di Sophie, la figlia di Juliette, si allontana dalla struttura e si rifugia in una barca sul porto, ma viene presto ritrovato da Mina, alla quale confida di ritenersi la causa della separazione dei genitori, ma lei lo assicura che non è affatto così. Irene convince Margaret a ritirare la denuncia così che Piero potrà continuare a vedere il figlio, tanto da aver deciso di trasferirsi anche lui a Monaco. 
Mentre Gianluca, Irene e Mina sono sul traghetto diretto a Napoli, Mina — spinta dalle parole di Gianluca che dice di non aver mai visto sua madre essere per davvero in pace con se stessa — rivela a Irene che suo padre Vittorio non aveva rifiutato lei e Gianluca: semplicemente, come Mina ha scoperto da sua madre solo qualche tempo prima, lui non aveva mai saputo di aver generato un altro figlio perché infatti Olga aveva intercettato la lettera con cui Irene glielo confessava e l'aveva distrutta. Domenico riceve la visita di sua sorella minore Anna, che fa la cantante a Granada, con la quale parla della propria situazione sentimentale. Il generale Gagliardi sostiene di aver visto Olga in piazzetta Montesanto, ma non viene creduto. Da quando Claudio ha espresso il desiderio di avere un bambino, Mina ha sempre più dubbi che le frullano in testa, tanto da continuare a prendere le pillole anticoncezionali a sua insaputa, ma alla fine non regge questo peso e glielo confessa: avere un figlio è una decisione importante, e siccome sta ancora mettendo ordine nella sua vita vuole fare le cose con criterio. Seppur dispiaciuto, Claudio accetta questa scelta.
- Altri interpreti: Pio Stellaccio (Piero), Romina Colbasso (Margaret), Elvira Zingone (Maria), Margaux Billard (Juliette), Elena Funari (Anna Gambardella), Elettra Rambaldi (Sophie), Antonio Annina (Sebastian), Patrizia Spinosi (Virginia Gambardella), Simona Tortora (Giovanna Fusco).
- Ascolti: telespettatori 4 570 000 – share 25,5%[5].

## Sorprese
Il signor De Rosa intende trasferirsi a Valencia dalla donna di cui si è innamorato, e per questo non può più fare l'amministratore di sostegno di suo nipote Vincenzino, figlio di sua sorella Carmela e affetto da insufficienza mentale, che perciò sarà sistemato in una casa-famiglia a Varcaturo. In realtà un altro parente che potrebbe occuparsi di lui c'è: si tratta di suo figlio Michele, che non parla col padre da tre anni e che, dopo essere stato sfrattato perché non pagava l'affitto da mesi, dorme nell'auto. Michele racconta a Mina che non parla col padre da quando gli mandò la polizia a casa pensando che si drogasse (e in effetti di tanto in tanto fumava le canne), e perché aveva lasciato la facoltà di medicina. Il ragazzo, ritenuto da Mina non abbastanza idoneo per badare al cugino, chiede comunque di essere messo in prova. Vincenzino sembra molto contento di rivedere il cugino, così Mina decide di prendere ancora un po' di tempo con il giudice e raccomanda Michele di chiudere a chiave la porta di casa perché di notte talvolta Vincenzino vuole uscire. Sfortunatamente una notte Michele si dimentica di farlo, così Vincenzino riesce a intrufolarsi nel cimitero mentre è ancora chiuso per visitare la tomba della madre, e viene riportato a casa dalla polizia. Mina, accompagnata da Domenico, si dice delusa da Michele, anche perché aveva invitato amici coi quali si era messo a bere, quindi non potrà più occuparsi del cugino. Vincenzino però non vuole andare nella casa-famiglia e chiede di stare con Michele, che viene riportato indietro da Domenico. Michele dice al cugino che l'errore fatto l'altra notte è stato il più grande della sua vita, e lo ha fatto proprio con lui, a cui vuole molto bene: ciò gli ha fatto capire che deve cambiare, altrimenti si rovinerà per sempre. Domenico aiuterà Michele a trovare un lavoro, anche perché la polizia non ha ancora verbalizzato l'accaduto, così Vincenzino potrà rimanere a casa.
Nel frattempo Claudio propone a Mina di partire per un viaggio in barca a vela, ma lei, pur sapendo che quel viaggio è forse l'ultima chance per salvare il rapporto, si lancia comunque nel caso di Vincenzino. Claudio vuole da Mina delle risposte concrete e immediate, ma lei continua a cambiare argomento, così Claudio, ormai stanco di una situazione che non sembra avere via d'uscita, le impone un ultimatum: o Domenico o lui. Mina non è in grado di scegliere tra i due, così Claudio la lascia definitivamente. Mina ne parla con Giulia, esprimendo tristezza nel constatare che ora il suo matrimonio è realmente finito, anche se capisce di non aver immaginato una vita con Claudio perché quando ha provato a ricucire il loro rapporto era ancora innamorata di un altro. Prima che Claudio parta in barca, lui e Mina decidono che proveranno per quanto possibile a mantenere un rapporto d'amicizia. Intanto Abbamondi continua a corteggiare Irene, ma viene ancora rifiutato. Mina incontra in un bar zio Alfonso, ex marito di Rosa, che recentemente ha affittato una piccola e isolata casa in campagna, ma non vuole che Rosa sappia dove abita né che ha incontrato la nipote; Rosa però li vede da sopra il balcone e spera ancora che l'ex marito torni da lei, come già successo in passato. Titti incontra casualmente Max, che le chiede di vedersi il giorno seguente, ma lei, in preda all'agitazione, parte in tutta fretta. Domenico dice a Mina che ha deciso di tornare a lavorare in consultorio, pur continuando a vedere ogni tanto dei clienti nella clinica privata Sanitas, e che ha aiutato Ermanno a trovare un posto al Vomero perché aveva capito che stava lì malvolentieri. Inizialmente felice, Mina segue in taxi Domenico, ma ci rimane male quando lo vede baciarsi e allontanarsi in moto con Giulia.
- Altri interpreti: Augusto Zucchi (zio Alfonso), Giovanni Buselli (Michele De Rosa), Luigi Credendino (Vincenzino), Salvatore Sannino (padre di Michele), Salvatore Cicco (portiere della casa di Michele), Alfredo Lace (poliziotto).
- Ascolti: telespettatori 4 570 000 – share 25,5%[5].

## Angioletta
Mina si imbatte in un caso estremamente delicato: quello di Angioletta, ragazzina con una disforia di genere che le rende la vita impossibile. L'ultimo dispiacere è l'essere rifiutata da Ginevra, la quale se ne va arrabbiata quando scopre che è una ragazza. Un giorno Angioletta non si presenta a scuola e Mina viene a sapere che i suoi genitori, Giovanna e Antonio, l'hanno chiusa in camera. Angioletta ha ricevuto un messaggio di Ginevra, che vuole rincontrarla per chiederle scusa, così Mina discute con i suoi genitori, che stanno lavorando in pizzeria, dicendogli che se non libereranno subito Angioletta farà una segnalazione al giudice minorile chiedendogli di togliere loro la potestà genitoriale. Angioletta esce, ma invece di Ginevra trova il fratello di lei, che le insulta e la picchia, quindi va al consultorio; Mina informa i suoi genitori che la sta accompagnando a sporgere denuncia alla polizia alla Sanità. Seppur inizialmente Giovanna sia contraria, Antonio la convince ad andare con lui, e quando ascoltano uno sfogo di Angioletta la sostengono. Qualche giorno dopo, Giovanna va da Mina, le dice che Angioletta sta meglio e che Antonio in fondo è molto comprensivo, al contrario di lei che ha sempre desiderato una femmina con cui stringere un forte legame e che la rendesse nonna, mentre ora è in totale confusione, così le chiede di aiutarla ad accettare la cosa.
Max scopre che Titti è incinta e che il padre del bambino potrebbe essere lui. Irene accetta di cenare con Abbamondi e inaspettatamente trova la serata piacevole, ma quando al termine lui la bacia, lei gli dice di aver rovinato tutto. Intanto Domenico e Giulia continuano la loro relazione. Durante una seduta, Mina è tentata di dire a Giulia che lei aveva avuto una storia con Domenico, ma alla fine decide di rimandare. Rosa confida alla nipote di sentirsi molto sola, ma Mina la rassicura sul fatto che anche quando Olga tornerà, lei potrà rimanere. Per tutta la vita Rosa ha messo al primo posto gli altri e poi se stessa, e Mina sente di aver agito allo stesso modo. Giulia capisce che l'uomo di cui voleva parlarle Mina è proprio Domenico, e che lei lo sapeva da qualche giorno: delusa per non averlo saputo prima, Giulia interrompe immediatamente le loro sedute.
- Altri interpreti: Benedetta Valanzano (Giovanna), Azzurra Mennella (Angioletta Piazza), Antonio Speranza (Antonio Piazza), Beatrice Leone (Ginevra), Giovanni Sceral (fratello di Ginevra), Francesco Medugno (Cammarota).
- Ascolti: telespettatori 4 802 000 – share 23,7%[6].

## Il genio
Quando il tuttofare di fiducia del consultorio, detto "il genio", si rompe un braccio e deve essere operato, Mina scopre che costui non possiede documenti e che la sua identità è a dir poco misteriosa. Ricoverato all'ospedale San Gennaro, l'uomo, il cui vero nome è Eugenio Caironi, le spiega di essere un imprenditore finito in bancarotta, ma quello che scrivono i giornali è falso: tutti pensano che si sia suicidato per evitare di pagare gli operai, ma in verità lui li ha pagati tutti fino all'ultimo centesimo, e per farlo ha perfino venduto la sua casa e quello che aveva. Fin da piccolo amava costruire e mise su un'impresa, ma una buona manualità non basta per fare l'imprenditore, così sei anni prima l'azienda Eukairon fallì: Caironi finì senza una lira e divenne completamente solo, così finse di sparire. Irene chiede ad Abbamondi (che ha accettato il suo rifiuto e si è iscritto a un'app di incontri) di fare una ricerca sull'azienda fallita, da cui parrebbe che Caironi non abbia pagato gli operai, e dà a Mina il numero di un ragioniere che può tornare utile come testimone per denunciarlo. Nel tentativo di evitargli di passare un guaio burocratico e legale, certa che sia una brava persona, Mina, insieme a Domenico, si imbarca verso Crispiano, in provincia di Taranto, per incontrare il ragioniere, Gaetano Serra. Quest'ultimo spiega che Eugenio, suo carissimo amico, è una brava persona ma che non è portato per fare i conti e ha creato diversi casini all'azienda, tuttavia ha realmente pagato tutti gli operai, ma con i soldi chiesti a strozzo, e siccome aveva paura che dopo la sua morte gli strozzini potessero prendersela con gli operai, decise che era meglio che nessuno sapesse niente, così ha finto il suicidio ed è sparito; Serra gli promise che questa storia era chiusa lì, proprio per i troppi rischi. Mina e Domenico gli promettono che manterranno il segreto. Irene avverte Mina che la denuncia verso Caironi è partita, così lei si precipita in ospedale con Rudi, che lo porta via appena in tempo prima che i carabinieri arrivino nella stanza.
Una notte Rosa trova in casa Nunzia, la quale decide che dev'essere Olga a spiegarle tutto, così fa partire una videochiamata. Giulia discute con Domenico e il giorno dopo lui lo fa con Mina, accusandola di essersi comportata in modo incoerente troppe volte e di aver scelto una scorciatoia, che lui non è a sua disposizione e che ora sta con Giulia.
- Altri interpreti: Daria D'Antonio (Concetta Ammaturo), Paolo Sassanelli (Eugenio Caironi), Francesca Borriero (infermiera), Alessandro Giallocosta (Gaetano Serra), Pierluigi Iorio (dottor Ciaramella), Giorgio Pinto (medico del pronto soccorso), Francesco Medugno (Cammarota).
- Ascolti: telespettatori 4 622 000 – share 27,3%[6].

## Non si scappa
Mina, accompagnata da zia Rosa, decide di prendersi una vacanza e torna a Procida, nel B&B di Juliette. L'idillio isolano della famiglia francese sembra essere minato dal ritorno del marito della donna, Benoit, che ha portato con sé malumore e conflitti; tuttavia, Sophie è convinta che i suoi genitori possano ancora tornare insieme. Una mattina, Mina e Rosa vedono Juliette al porto che viene raggiunta da Gianluca, che la bacia ma viene da lei allontanato. Successivamente, Gianluca confessa a Mina che lui e Juliette sono stati insieme una sola volta, ma che per lui è stato bellissimo, ed è convinto che lei lo respinga perché sa che Sophie ha una cotta per lui, nonostante continui a rispondere ai suoi messaggi e a comportarsi in maniera dolce. Juliette ammette di aver ceduto a Gianluca perché la sua vita era incasinata e lei si voleva regalare un momento di evasione, ma si è pentita subito, anche se non riesce a dirglielo chiaramente perché non vuole essere troppo dura e lo vede fragile. Juliette spiega a Mina che il rapporto con Benoit si è incrinato perché lui, dopo che ha iniziato ad avere successo come musicista, ha iniziato a bere, a drogarsi e a tradirla. Un anno prima lei decise di cambiare vita e trasferirsi a Procida con Sophie, senza mai dirle che il padre è un ex tossicodipendente per non distruggerlo ai suoi occhi, dato che lo adora, e anche Juliette stessa in fondo lo ama ancora. Mina le consiglia di dare fiducia a Benoit e fargli passare del tempo con Sophie. Gianluca è infastidito dalla presenza di Benoit, gli rivela di essere stato con Juliette e lo provoca. Benoit porta Sophie a Napoli per assistere a un'esibizione della cantante Flo. Juliette non riesce a contattarli e decide di andare a Napoli insieme a Mina, e poco prima di partire dice a Gianluca quello che pensa di lui. Giunte al locale, scoprono che Benoit, in preda allo sconforto, ha assunto della droga comprata da uno spacciatore. Gianluca viene consolato da Irene (che era venuta a Procida insieme a Titti per una breve vacanza suggerita da Mina), e si riappacificano. Mina convince Benoit a entrare in una comunità per non perdere altro tempo e recuperare definitivamente il rapporto con moglie e figlia.
Per quanto riguarda le vicende "amorose" dei personaggi...Paolo informa Irene di star frequentando Nora, la sua ex stagista ora architetto, e che è una cosa seria. Max affronta Giordano in merito alla gravidanza di Titti. Giordano si arrabbia con lei perché ha preferito scappare a Procida piuttosto che parlarne con lui, pensando erroneamente che Max lo abbia saputo dalla stessa Titti quando erano d'accordo sul non farglielo sapere, e decide di andarsene. Mina chiede scusa a Domenico e Giulia per essersi comportata come una ragazzina, e augura loro di essere felici. Rosa dice alla nipote di doversi assentare un po', senza specificarne la ragione.
- Altri interpreti: Margaux Billard (Juliette), Maxence Dinant (Benoit), Elettra Rambaldi (Sophie), Carlo Antonio Falcone (vigilantes), Flo (se stessa), Francesco Medugno (Cammarota), Azzurra Mennella (Angioletta Piazza).
- Ascolti: telespettatori 4 381 000 – share 23,6%[7].

## La Sibilla Cumana
Viola è una ragazza difficile che vive in casa-famiglia: è stata data in adozione appena nata, ma a cinque anni perse entrambi i genitori adottivi in un incidente d'auto; da quel momento le cose andarono sempre peggio, e lei è diventata protagonista di risse, sospensioni e abbandoni scolastici, e affidamenti rifiutati, accumulando una tale rabbia e frustrazione da esasperare tutti quelli che hanno a che fare con lei. Elvira, assistente sociale di rilievo che opera in quella casa-famiglia, deve andare in pensione, ma prima di farlo vuole risolvere la faccenda di Viola e chiede a Mina di darle una mano. Mina riesce ad aprire un piccolo spiraglio con Viola e la porta prima all'Antro della Sibilla e un altro giorno in un centro estetico, ma quando le viene proposto di togliere una macchia sul braccio reagisce con stizza e se ne va. Tornate alla casa-famiglia, Viola spiega a Mina che quella macchia è probabilmente ereditaria, e lei conta su questo per trovare sua madre. Mina le promette che proverà a scoprire qualcosa di più su di lei e sul perché l'ha abbandonata, ma non trova nulla perché la donna ha partorito in anonimato. Mina viene a sapere da Irene che Viola ha aggredito una ragazza mandandola addirittura al pronto soccorso, la casa-famiglia l'ha denunciata e la sera prima l'hanno portata direttamente al carcere minorile di Nisida; Viola rifiuta il colloquio che Irene era riuscita a ottenere per lei e Mina prima dell'udienza di convalida. Mina chiede aiuto a Domenico per farle cercare il nome della madre di Viola nell'archivio dell'ospedale, e ottiene l'indirizzo che aveva lasciato all'epoca del ricovero. Domenico cerca di convincerla a non fare il passo più lungo della gamba e lasciar perdere, ma Mina decide di andare dalla donna, Simona, che nel frattempo si è sposata e ha avuto altre due figlie. Quando però Mina palesa il vero motivo della sua visita, Simona la caccia con rabbia e fa una telefonata per denunciare Mina per aver violato il suo diritto all'anonimato.
Giordano e Titti fanno pace e anticipano la data del matrimonio. Mina telefona a zia Rosa, ma quest'ultima chiude quando la nipote sente la voce del generale Gagliardi; inoltre, mentre è nel salotto della casa di Simona, vede un servizio del telegiornale in cui, sullo sfondo, si vedono sua madre Olga e Rosa sedute all'esterno di un bar. 
- Altri interpreti: Imma Piro (Elvira Criscuolo), Ludovica Nasti (Viola), Annamaria De Matteo (Simona Marino), Martina Attanasio (Arianna Cifola), Chiara Vitiello (collega di Elvira), Clio Cipolletta (Carola), Marco Cannavacciuolo (marito di Simona), Giuseppe Ariano (guardia penitenziaria).
- Ascolti: telespettatori 4 093 000 – share 26,2%[7].

## With a little help...
L'aver contattato la madre biologica di Viola contro la sua volontà costa caro a Mina, che viene sospesa dalla professione di assistente sociale e si trova costretta a lasciare il consultorio finché il consiglio d'ordine non avrà emesso un responso definitivo. Il giudice consente a Viola di tornare nella casa-famiglia in attesa del processo, a patto che migliori il comportamento e torni a scuola. Mina dice a Viola che ha trovato sua madre ma non può dirle nient'altro, e la ragazza si allontana molto innervosita.  Questo spinge Domenico a prendere la situazione in mano, provando lui a convincere Simona a ritirare la denuncia contro Mina: fra le lacrime, Simona gli rivela che quando aveva vent'anni aveva subito una violenza sessuale di gruppo dopo che a una festa le avevano fatto bere con l'inganno una droga da stupro, rimanendone incinta; Viola era nata quindi da questa violenza, ragion per cui lei non ha voluto averci niente a che fare anche perché, data la sua giovane età all'epoca, non sarebbe stata neppure in condizione di mantenerla, senza contare altresì che non aveva neppure la certezza di chi fosse l'effettivo padre. Alla fine, comunque, Simona accetta di ritirare la denuncia, ed allo stesso tempo diverse persone che Mina ha aiutato grazie alla sua professione vanno in delegazione da Elvira per convincerla a mettere una buona parola per lei. Viola, inoltre, riceve un video di Simona da ragazza in cui lei, con la voce fuori campo, la invita a vivere la vita al massimo, anche se non sa ancora se sarà mai pronta ad incontrarla. Commossa, Viola ringrazia Mina e giura che proverà a comportarsi in modo migliore. Dopo il ritiro della denuncia, il direttivo decide di reintegrare Mina al consultorio.
Irene cede ad Abbamondi, verso il quale aveva mostrato alcuni segni di gelosia, e finiscono a letto insieme. Domenico capisce di essere ancora innamorato di Mina e interrompe la relazione con Giulia. Mentre si bacia con Domenico, Mina casualmente trova il passaporto della madre, il che è la prova definitiva che Olga non ha mai lasciato Napoli.
- Altri interpreti: Daria D'Antonio (Concetta Ammaturo), Elvira Zingone (Maria), Luca Saccoia (Giovanni Capasso), Benedetta Valanzano (Giovanna), Imma Piro (Elvira Criscuolo), Ludovica Nasti (Viola), Annamaria De Matteo (Simona Marino), Antonio Speranza (Antonio Piazza), Giovanni Buselli (Michele De Rosa), Luigi Credendino (Vincenzino), Chiara Vitiello (collega di Elvira), Clio Cipolletta (Carola).
- Ascolti: telespettatori 5 120 000 – share 26,8%[8].

## Andare a vedere
Anna, la sorella di Domenico, causa qualche preoccupazione dato che da poco si è rimessa con Carmine, un ex delinquente di cui Domenico non si fida affatto. Da ragazza era completamente assorbita dalla relazione con Carmine, con cui andò a convivere a soli 16 anni, motivo per il quale Domenico rinunciò a una borsa di studio per specializzazione in Francia e rimase a Napoli per assistere i genitori, ma soprattutto per controllare la sorella; un giorno Carmine venne arrestato per una brutta storia di truffe, e anche lei rischiò di finire coinvolta, ma Domenico riuscì a trovare un buon avvocato e tirarla fuori dai guai; quando Carmine uscì di prigione, Domenico fece ospitare la sorella da alcuni amici a Barcellona, per tenerla lontana da lui. Anna sostiene che il fidanzato è cambiato e che sta rilevando una sala da registrazione per farle produrre la sua musica: vuole che Mina convinca il fratello ad andarci e parlare con Carmine. Mina conosce Agostino Coppola, il socio-finanziatore dello studio: Mina si ricorda di lui perché qualche tempo prima, mentre indagava su un altro caso, Claudio gliene aveva casualmente parlato facendole notare che si trattava di un truffatore. Mina e Domenico mettono Anna di fronte a questo fatto, e lei lascia Carmine.
Abbamondi, su richiesta di Irene, trova per Mina un investigatore privato per aiutarla a capire cosa sta combinando sua madre; inoltre interrompe la frequentazione con Irene, perché non si accontenta solo di andarci a letto di tanto in tanto, ma vorrebbe, a differenza di lei, rendere la relazione ufficiale. Olga torna a casa e confessa a Mina il motivo di tutto quel teatrino: quando la figlia era a Procida, Olga aveva conosciuto un uomo, Ezio, col quale aveva iniziato una relazione, così, per prendere tempo, si era inventata la storia della crociera pur sapendo che avrebbe retto poco, infatti il generale e Rosa la avevano scoperta presto; lei e Ezio erano andati a vivere in un appartamento dove Nunzia ha continuato a farle le pulizie. Olga non gliene aveva parlato perché Ezio è molto, molto più giovane di lei, e immaginava che la figlia avrebbe pensato che fosse stata raggirata.
Il matrimonio di Titti e Giordano viene celebrato. Durante il rinfresco, seppur per poco, si presenta anche Carmine: dice ad Anna che sapeva che Agostino non era pulito, ma non aveva voluto vedere fino in fondo quanto era sporco perché, dato il suo passato, non avrebbe ricevuto finanziamenti da nessun altro; quando ha aperto gli occhi, ha lasciato a Coppola la società e perfino i soldi che ci aveva investito. Anna decide comunque di tornare a vivere a Barcellona; Carmine è disposto a seguirla pur di stare con lei, e tornano quindi insieme. Domenico, benché si dica preoccupato, lascia fare. Gianluca, vedendo sua madre sola e afflitta, essendosi già accorto da un po' della relazione che lei ha con Abbamondi, lo chiama in segreto e lo fa venire al rinfresco per raggiungerla. Paolo invece balla con la sua fidanzata Nora.
Anna telefona al fratello in preda all'angoscia: hanno sparato a Carmine. Domenico si precipita da loro, anche per accertarsi se Coppola è coinvolto.
Mina pedina Nunzia e scopre così che sua madre le ha mentito. Olga non è fidanzata con Ezio, che è solamente un infermiere che la assiste: infatti lei è gravemente malata ed è ricoverata alla casa di cura Villa Maria Grazia. Olga voleva affrontare questa circostanza come aveva fatto per il resto della sua vita: da sola, senza accollarsi il dolore altrui. Nunzia doveva essere l'unica a saperlo dato che doveva lavarle i panni, ma poi anche il generale Gagliardi e Rosa avevano scoperto la verità e mantenuto il segreto a Mina per quanto possibile.
Viola chiede a Mina di poter vivere insieme a lei per non dover fare chilometri su chilometri per andare dalla casa-famiglia fino a scuola, dato che la prima sta a Cuma e la seconda alla Sanità, ma, soprattutto, anche perché sente che è l'unica persona che ha dimostrato di tenere veramente a lei, e sarebbe felice se la adottasse e diventasse di fatto come sua mamma; Mina accetta ben volentieri. Inoltre Rosa, per volontà di Olga, rimarrà in pianta stabile da Mina per occuparsi di lei in sua assenza e subito si affeziona a Viola.
- Altri interpreti: Elena Funari (Anna Gambardella), Fabio Fulco (Carmine Cilentano), Ludovica Nasti (Viola), Mirko Caccavallo (Domenico a 20 anni), Vittoria De Luca (Anna da ragazza), Francesco Pitarella (Carmine da ragazzo), Bernardo Casertano (Leone Ferrari D'Aragona), Martina Vaccarella (Nora), Ermete Ercolano (Agostino Coppola).
- Ascolti: telespettatori 5 035 000 – share 31,1%[8].